# Jonah Savaiinaea
Jonah M. Savaiinaea (Tafuna, 13 gennaio 2004) è un giocatore di football americano samoano americano che milita nel ruolo di guardia per i Miami Dolphins della National Football League (NFL).

## Carriera universitaria
Nella sua prima stagione ad Arizona nel 2022, Savaiinaea partì come guardia destra titolare in tutte le 12 partite. Per le sue prestazioni la FWAA lo nominò Freshman All-American e fu menzione onorevole nella formazione ideale della Pac-12 Conference. Prima della stagione 2023 passò dal ruolo di guardia destra a quello di offensive tackle destro. Nel corso della stagione, tuttavia, giocò in entrambi i ruoli. Chiuse l'annata disputando tutte le 13 gare come titolare, venendo ancora nominato menzione onorevole della Pac-12.

## Carriera professionistica

### Miami Dolphins
Savaiinaea fu scelto nel corso del secondo giro (37º assoluto) del Draft NFL 2025 dai Miami Dolphins.